# أندرو فورمان
أندرو فورمان (بالفرنسية: André Forman)‏ هو قسيس فرنسي، ولد في 1465، وتوفي في 11 مارس 1521 في دنفيرملين في المملكة المتحدة.

## وصلات خارجية
- أندرو فورمان على موقع الموسوعة البريطانية (الإنجليزية)